# Jodi Gordon

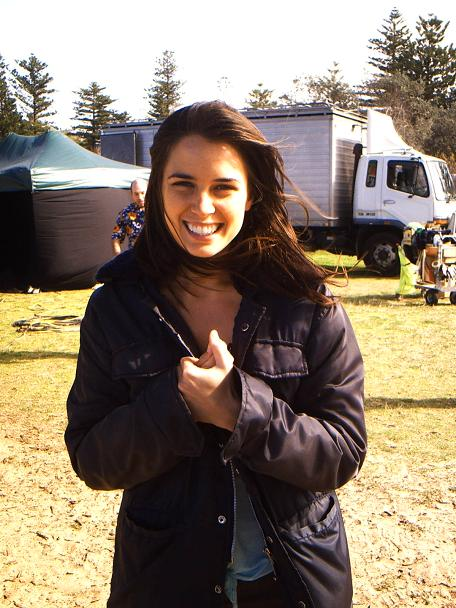
Jodi Gordon, 2006

Jodi Lee Gordon (Mackay, 1 februari 1985) is een Australisch actrice en model.

## Carrière

### Model
Op 13-jarige leeftijd won ze een modellenwedstrijd, waarna ze een contract kreeg als model en diverse landen afreisde.

### Actrice
In 2004 deed ze met succes auditie voor de rol van Martha Mackenzie uit de Australische soapserie Home and Away. Voor deze rol werd ze in 2006 beloond met een Logie Award, een Australische televisieprijs.
Gordon deed in 2008 mee aan het achtste seizoen van Dancing with the Stars. Hier eindigde ze uiteindelijk als zesde met haar danspartner Stefano Oliveri.
In 2010 werd bekend dat ze Home and Away zou verlaten. Haar laatste opnames vonden plaats in februari dat jaar en werden in juni uitgezonden. Vervolgens volgde Gordon acteerlessen en deed ze audities voor verschillende televisie programma's.
Haar eerste filmrol was de rol van Trish in The Cup in mei 2010. De film is gebaseerd op de overwinning van het paard Media Puzzle in de Melbourne Cup van 2002. Gordons volgende filmproject was Any Questions for Ben?, waarin ze onder andere naast Rachael Taylor te zien was.

## Privéleven
Van 2005 tot 2007 had ze een relatie met Chris Burkhardt, totdat hij in 2007 stierf aan leukemie.
Op 14 oktober 2012 trouwde Jodi met rugbyspeler Braith Anasta.
- Bibliothèque nationale de France: cb17092422w (data)
- International Standard Name Identifier: 0000 0004 5980 429X
- Virtual International Authority File: 4907148451581215970001